# SH-12C
ドコモ スマートフォン AQUOS PHONE SH-12C（ドコモ スマートフォン アクオス フォン エスエイチ いちに シー）、後のdocomo NEXT series AQUOS PHONE SH-12C（ドコモ ネクストシリーズ アクオス フォン エスエイチ いちに シー）は、シャープによって開発された、NTTドコモの第3世代移動通信システム（FOMA）端末である。OSはAndroid 2.3を搭載している。ドコモ スマートフォンのひとつとして発売され、2011年冬モデル発表以降はdocomo NEXT seriesに分類されている。

## 概要
LYNX 3D SH-03Cの後継に当たるAndroid 2.3搭載のスマートフォン。SH-03Cに引き続き、ワンセグ、赤外線通信、バーコードリーダー、名刺リーダ、覗き見防止用のカラーベールビューといった従来の携帯電話に準ずる機能が搭載されているほか、おサイフケータイ（FeliCa）、モバイル3D液晶が搭載されている。
SH-03Cでは3Dの静止画を撮影するときにカメラをずらす必要があったのに対し、SH-12Cでは3Dの動画撮影が可能になるツインレンズが搭載されており、ずらすことなく3D静止画の撮影ができる。また、SH-03Cでは出来なかった3D動画の撮影が可能になった。その他に近年のシャープ製携帯電話でよく搭載されている「笑顔フォーカスシャッター」と「振り向きシャッター」も3D対応で利用することが可能となっている。また人物の顔を検出して（最大5人）自動的にフォーカスを合わせる顔検出機能も搭載されている。
カメラ用のUIではシャープ独自の機能を搭載しており「いつ」「どこで」「誰を」撮影した静止画・動画なのか自動的に分類して地図上に表示するなど、見やすく表示し、また撮影場所や日時カメラの個人検出機能6やカレンダーの予定にも連動して分類することができる。動画撮影ではフルハイビジョンムービーも撮影することができる。
液晶画面はAQUOSの冠を配しているとおり、4.2インチ QHD（540×960ドット）の高解像度ディスプレイにプラスし、高画質エンジンを搭載し高精細な画像を表示することが可能となっている。また、SH-03Cで採用された視差バリア方式の3D液晶が搭載されており、プリインストールされた3Dの立体的なゲームやコンテンツを楽しむことができる。YouTubeやBeeTVといった動画配信サイトで公開されている3Dの動画コンテンツも立体的に表示できるほか、ワンセグも疑似3Dで表示させることが可能となっている。
タッチパネルはフルタッチに対応した静電容量式となっている。地軸センサー、加速度センサーなども対応している。
文字入力には、タッチパネルを使ったソフトウェアキーボードを利用する。フリック入力もサポートしている10キー入力、QWERTY配列のキーボードのほかに、手書き入力もサポートしている。
通信機能はFOMAハイスピード（HSDPAカテゴリー10）に対応し、下り最大14Mbps、上り最大5.7Mbpsに対応しているほか、IEEE802.11b/g/nに対応しており最大で150Mbpsの通信に対応している。またWi-Fiルーターとして利用が出来るテザリングにも対応した。
HDMIマイクロプラグ（Dタイプ）に対応したHDMIケーブルに対応しており、撮影した静止画や動画をTVに表示させ、大画面で試聴することが可能となる。3D対応のAQUOSであれば、3Dで撮影した動画や静止画も表示させることが可能となっている。またWi-Fiを使ってもHDMIケーブルなしで、パソコンやテレビなどのDLNA対応機器とデータのやりとりができる。またWi-Fiを使ってDLNA対応の機器との接続もでき、WiFi経由で、SH-12Cで撮影した写真や動画をTVに表示させることができる。これはシャープが進めているスマートテレビ（AQUOSとスマートフォンの融合）への布石となっている。そのために、ホームネットワーク（送信）、ホームネットワーク（受信）、といったアプリケーションがプリインストールされている。
電話帳は、メールや電話だけでなく、TwitterやmixiといったSNSとも連携を図ることができ、それらSNSのタイムラインと連携を図ることが可能となっている。更にタッチ操作や閲覧履歴、コミュニケーション履歴などを記憶して、使い込んでいくうちに、カスタマイズされ便利に成長する「TapFlow UI」を搭載。
ソニーエリクソンのXperiaのキラーコンテンツである日本最大級の音楽配信サイト用のアプリであるmora touchやmusic.jp for SHもプリインストールされている。
またNTTドコモから発売されるスマートフォンとしては初のSIMロック解除に対応することとなる。ただしドコモショップでのSIMロック解除の申し込みの他、手数料として3150円の費用が発生する。

## メール・メッセンジャー
- spモードに対応し、iモードメールと同様@docomo.ne.jpのメールアドレスがそのまま利用可能となっている。iモードメール同様、絵文字、デコメール、デコメ絵文字も利用可能となっている。また、メールはリアルタイムプッシュで着信する。
- Android OS 2.3の特徴であるGmailの複数アカウントの同時利用が可能となる。また、Gmailはリアルタイムでプッシュ着信をする。
- 通常のメールアプリでは、複数のPOP、IMAPメールが利用可能であり、moperaメールはプッシュで着信する。
- メッセンジャーでは、Google Talkがプリインストールされている。また、マーケットからWindows Live Messengerをはじめ、様々なメッセンジャーアプリをインストールし、利用することが可能となる。

## ブラウザ
ブラウザはGoogle Chrome LiteベースのAndroid標準ブラウザが搭載され、上述の通りAndroid OS 2.3の特徴でもあるFlash Player 10.2がアドオンされている。また、JavaScript（V8）もサポートされている。これにより、パソコンのブラウザとほぼ同等のフラッシュサイト、動画サイトが利用することが可能となり、ブラウザでニコニコ動画、YouTubeをはじめとした各種動画サイトが利用できる。そのほかにサードパーティー製のブラウザをインストールし利用することも可能となる。

## アプリケーション

### 利用可能なアプリケーションマーケット
- Android OS標準のAndroidマーケットが利用可能となっており、20万を超えるアプリケーションが利用可能となっている。
- またNTTドコモが提供するアプリケーションサイト、dマーケットからも様々なアプリケーションがダウンロードが可能となっている。その他に、シャープが提供するアプリケーションマーケットであるGALAPAGOS App for Smartphoneから、シャープ製端末に即したアプリケーションや電子書籍などが利用できる。

### プリインストールアプリケーション
- Documents to Go - Word、Excel、PowerPointなどの編集、閲覧
- Evernote
- mixi for SH - マイミクの日記やボイスの確認、画像付きの日記の作成・投稿が行える。またウィジェット機能も搭載されている。
- Twitter
- Google Map NAVI
- Google Maps
- Latitude
- Google検索、Google音声検索
- YouTube
- Google Talk
- ギャラリー
- トルカ
- おサイフケータイ
- バーコードリーダー、情報リーダー、名刺リーダー
- 太鼓の達人
- 撮る家計簿Photoマネー
- 指先ディクショナリー
- UkiUkiView
- E★エブリスタアプリ
- 楽天Gateway
- 3DSAKANA+
- ショットナビX 体験版
- 塊魂モバイル
- 3Dゲームリンク
- 指先ディクショナリー
- ニュースと天気
- 赤外線送受信、検索、電卓、カレンダー、メモ帳、辞書
- mora touch
- music.jp for SH

## ソフトウェアアップデート
- 2011年7月21日に、マイナーアップデートが実施され、CBS（Cell Broadcast Service）方式を使ったエリアメール（緊急地震速報）に対応する。これによりドコモ スマートフォンとしては初のエリアメールの対応となる。その他に特定アプリにおけるドロップダウンリストが正しく表示されないことがあるという不具合も解消される[2]。
- 2011年8月25日にメジャーアップデートが実施される。これにより以下の機能が追加される。
  - SmartFamilink対応
  - カメラ機能の向上 （モシモカメラ3Dに対応、ゴルフスイング撮影対応、一眼レフ風カメラに対応、ペット検出機能対応
  - ラウンドホームに対応
  - Adobe Flash Player 10.1→10.2に対応
  - スライドショーの表示効果追加

## その他機能
| 主な対応サービス                                | 主な対応サービス                                         | 主な対応サービス                       | 主な対応サービス |
| ----------------------------------------------- | -------------------------------------------------------- | -------------------------------------- | --- |
| タッチパネル                                    | FOMAハイスピード14Mbps(受信)／5.7Mbps(送信)              | Bluetooth                              | DCMX／おサイフケータイ                                                                                                |
| iアプリオンライン／地図アプリ                   | 直感ゲーム／メガiアプリ                                  | iウィジェット                          | マチキャラ／iコンシェル                                                                                               |
| ホームU／ポケットU                              | GPS／オートGPS／ケータイお探し                           | デコメール／デコメ絵文字／デコメアニメ | iチャネル |
| 着もじ                                          | テレビ電話／キャラ電                                     | ケータイデータお預かりサービス         | フルブラウザ |
| おまかせロック／バイオ認証                      | 外部メモリーにアプリ移行／ユーザーデータ一括バックアップ | トルカ                                 | iC通信／iCお引越しサービス                                                                                            |
| きせかえツール／ダイレクトメニュー              | バーコードリーダ／名刺リーダ                             | 2in1                                   | エリアメール（2011年7月21日のアップデート実施済みおよび同日以降に発売された端末）／ソフトウェアーアップデート自動更新 |
| GSM／3Gローミング（WORLD WING）                 | 着うたフル／うた・ホーダイ                               | Music&Videoチャネル／ビデオクリップ    | デジタルオーディオプレーヤー(AAC)(WMA)                                                                                |
| iメロディ・着信メロディ 128和音 ※MA-7／SMAF対応 | メロディ／パターン 27種類                                |                                        | |

## 歴史
- 2011年4月13日 - FCC通過。
- 2011年5月11日 - シャープにより発表。通信キャリアよりも先にメーカーから発表されるのは同時期に発表されたXperia acroもあるが、これは当初は通信キャリアは未定であり、通信キャリアが確定していてメーカーから先に発表されるのは異例である。
- 2011年5月15日 - TELEC通過。
- 2011年5月14日 - 事前予約開始。
- 2011年5月16日 - NTTドコモより公式に発表される。
- 2011年5月20日 - 発売開始。
- 2011年7月21日 - ソフトウェアアップデートによりエリアメールに対応。
- 2011年8月25日 - メジャーアップデート開始。